# 列挙法
列挙法（れっきょほう、または詳悉法、ラテン語: Enumeratio）とは、要素を並べて示してゆく修辞技法のこと。
- 子供、大人、老人—みんな本が好き。

列挙は同じ意味の言葉を並べる場合もある。
- 私は扉と門から出てあなたを捜す。

Recapitulatioは、締めくくりに要約を示す、特殊な列挙である。
- 残ったものはそう多くない。小さな家、犬、古いパイプ。